# 泷水故城址
泷水故城址，位于中国广东省云浮市罗定市太平镇谭白管委会，为罗定市的一个市级文物保护单位，类型为古遗址，公布时间为1985年5月20日。
泷水故城址的历史年代为唐代。